# Ga Cơ quan Quản lý Nhân lực Quân đội khu vực Seoul
Ga Cơ quan Quản lý Nhân lực Quân đội khu vực Seoul (Tiếng Hàn: 서울지방병무청역, Hanja: 서울地方兵務廳驛) là một ga trên Tuyến Sillim ở Daebang-dong, Dongjak-gu, Seoul.

## Lịch sử
- 7 tháng 2 năm 2021: Tên ga được quyết định là Cơ quan Quản lý Nhân lực Quân đội khu vực Seoul[2]
- 28 tháng 5 năm 2022: Khánh thành.

## Bố trí ga
| Daebang ↑ |
| \| N/B    |
| ↓ Boramae |

| Hướng Bắc | ● Tuyến Sillim | ← Hướng đi Saetgang    |
| Hướng Nam | ● Tuyến Sillim | → Hướng đi Gwanaksan → |

## Xung quanh nhà ga
- Cơ quan Quản lý Nhân lực Quân đội khu vực Seoul
- Tổng công ty quản lý cơ sở Yeongdeungpo-gu
- Trung tâm cộng đồng Singil 7-dong
- Trường trung học cơ sở Seongnam
- Trường trung học Seongnam